# Saelania caesia
Saelania caesia là một loài rêu trong họ Ditrichaceae. Loài này được Vill. ex P. Beauv. Lindb. mô tả khoa học đầu tiên năm 1878.